# Мовілл (Айова)
Мовілл (англ. Moville) — місто (англ. city) в США, в окрузі Вудбері штату Айова. Населення — 1687 осіб (2020).

## Географія
Мовілл розташований за координатами 42°29′22″ пн. ш. 96°4′4″ зх. д. / 42.48944° пн. ш. 96.06778° зх. д. (42.489425, -96.067907).  За даними Бюро перепису населення США в 2010 році місто мало площу 2,31 км², уся площа — суходіл.

## Демографія
Згідно з переписом 2010 року, у місті мешкало 1618 осіб у 643 домогосподарствах у складі 460 родин. Густота населення становила 700 осіб/км².  Було 669 помешкань (289/км²).
Расовий склад населення:
| - 96,7 % — білих - 0,6 % — корінних американців - 0,4 % — чорних або афроамериканців - 0,4 % — азіатів |

До двох чи більше рас належало 1,6 %. Частка іспаномовних становила 1,9 % від усіх жителів.
За віковим діапазоном населення розподілялося таким чином: 28,2 % — особи молодші 18 років, 55,9 % — особи у віці 18—64 років, 15,9 % — особи у віці 65 років та старші. Медіана віку мешканця становила 38,7 року. На 100 осіб жіночої статі у місті припадало 96,8 чоловіків;  на 100 жінок у віці від 18 років та старших — 92,1 чоловіків також старших 18 років.
Середній дохід на одне домашнє господарство  становив 70 555 доларів США (медіана — 56 250), а середній дохід на одну сім'ю — 88 405 доларів (медіана — 76 576). Медіана доходів становила 48 523 долари для чоловіків та 33 864 долари для жінок. За межею бідності перебувало 5,6 % осіб, у тому числі 3,2 % дітей у віці до 18 років та 6,7 % осіб у віці 65 років та старших.
Цивільне працевлаштоване населення становило 832 особи. Основні галузі зайнятості: освіта, охорона здоров'я та соціальна допомога — 28,1 %, роздрібна торгівля — 10,7 %, виробництво — 10,2 %.